# Chu Lai
Dans ce nom, le nom de famille, Chu, précède le nom personnel.
Pour les articles homonymes, voir Chu.
Chu Lai (Xu Quanli en mandarin) (1847-1906) est un marchand originaire de Chine, arrivé en Colombie-Britannique en 1860 et mort dans la nuit du 3 au 4 juin 1906. 

## Biographie
Il fut considéré comme étant l’un des plus riches marchands chinois. En 1876, il ouvrit une sorte de magasin général vendant surtout des produits chinois. Son entreprise, la Wing Chong Company, était le plus grand employeur d’ouvriers et d’artisans chinois au Canada. Les historiens estiment que Chu se procurait ses produits importés grâce à des amis de Chine ainsi que par des immigrants chinois. 
Chu Lai n’avait pas de difficulté à trouver des employés puisque son magasin était un lieu de rencontre entre Chinois. Chu était marié à quatre femmes, deux en Chine et deux au Canada. Cette situation était, selon certains historiens, pour faciliter l’administration de son entreprise dans les deux continents.
En 1885, Chu et un autre Chinois ont été accusés de ne pas avoir payé leurs impôts de 10$ qu’ils devaient payer annuellement car ils étaient d’origine asiatique. Après cet incident, il alla devant la Cour suprême, qui après plusieurs jours de délibération, admit que la province avait eu tort de passer une telle loi. Chu Lai a joué un rôle important dans l’éducation des Chinois en Colombie-Britannique en protestant contre la création d’un système scolaire séparé pour les Chinois. Jusqu’à sa mort, Chu Lai n’était pas vraiment connu des Canadiens d’origine. C’est son enterrement imposant qui intéressa la presse britannique : « Les funérailles imposantes auxquelles Chu Lai eut droit montraient qu’il avait réussi à entrer dans l’élite de la communauté chinoise. La taille de sa famille en témoignait aussi. Il avait eu quatre femmes, deux vivant en Chine et deux à Victoria. »